# Victor Ducange
Victor Henri Joseph Brahain Ducange, född 24 november 1783 i Haag, död 15 oktober 1833, var en fransk författare.
Ducange, som under restaurationen tillhörde det liberala partiet, sattes i fängelse för sin politiska frispråkighet i sin tidning Le diable rose, ou le petit courrier de Lucifer (1822) och för de utmanande skildringarna i romanen Hélène ou l'amour et la guerre (1823). Sm dramatiker odlade han melodramat i Victor Hugos stil och hade stor framgång med La sorcière (1821) efter Walter Scotts Guy Mannering och Trente ans, ou la vie d'un joueur (1827) efter Zacharias Werners Der vierundzwanzigste Februar.